# Campionati cechi di sci alpino
I Campionati cechi di sci alpino sono una competizione sciistica che si svolge ogni anno, generalmente nel mese di marzo, e di norma si disputa nella stazione sciistica ceca di Špindlerův Mlýn. Organizzati dalla Federazione sciistica della Repubblica Ceca (Svaz lyžařů České Republiky), decretano il campione e la campionessa cechi di ogni disciplina sciistica, esclusa la discesa libera, attraverso una singola gara.
Fin dalla prima edizione tenutasi nel 1993 sono stati assegnati i titoli maschili e femminili di slalom gigante e slalom speciale, mentre il supergigante dall'anno successivo. Dal 2008 è stata introdotta anche la prova di supercombinata.

## Albo d'oro

### Discesa libera
| Edizione | Uomini        | Donne               |
| -------- | ------------- | ------------------- |
| 1993     | non assegnato | non assegnato       |
| 1994     | non assegnato | non assegnato       |
| 1995     | non assegnato | non assegnato       |
| 1996     | non assegnato | non assegnato       |
| 1997     | non assegnato | non assegnato       |
| 1998     | non assegnato | non assegnato       |
| 1999     | non assegnato | non assegnato       |
| 2000     | non assegnato | non assegnato       |
| 2001     | non assegnato | non assegnato       |
| 2002     | non assegnato | non assegnato       |
| 2003     | non assegnato | non assegnato       |
| 2004     | non assegnato | non assegnato       |
| 2005     | non assegnato | non assegnato       |
| 2006     | non assegnato | non assegnato       |
| 2007     | non assegnato | non assegnato       |
| 2008     | non assegnato | non assegnato       |
| 2009     | non assegnato | non assegnato       |
| 2010     | non assegnato | non assegnato       |
| 2011     | non assegnato | non assegnato       |
| 2012     | non assegnato | non assegnato       |
| 2013     | non assegnato | non assegnato       |
| 2014     | non assegnato | non assegnato       |
| 2015     | non assegnato | non assegnato       |
| 2016     | non assegnato | non assegnato       |
| 2017     | non assegnato | non assegnato       |
| 2018     | Ondřej Berndt | Kateřina Pauláthová |
| 2019     | Ondřej Berndt | Klára Pospíšilová   |
| 2020     | non assegnato | non assegnato       |
| 2021     | non assegnato | non assegnato       |
| 2022     | non assegnato | non assegnato       |
| 2023     | non assegnato | non assegnato       |

### Supergigante
| Edizione | Uomini         | Donne             |
| -------- | -------------- | ----------------- |
| 1993     | non assegnato  | non assegnato     |
| 1994     | Jan Holický    | Eva Erlebachová   |
| 1995     | non assegnato  | non assegnato     |
| 1996     | Borek Zakouřil | Petra Zakouřilová |
| 1997     | non assegnato  | non assegnato     |
| 1998     | Tomáš Kraus    | Lucie Hrstková    |
| 1999     | non assegnato  | non assegnato     |
| 2000     | non assegnato  | non assegnato     |
| 2001     | Jan Holický    | Lucie Hrstková    |
| 2002     | Jan Holický    | Lucie Hrstková    |
| 2003     | Petr Záhrobský | Šárka Záhrobská   |
| 2004     | non assegnato  | non assegnato     |
| 2005     | non assegnato  | non assegnato     |
| 2006     | Petr Záhrobský | Šárka Záhrobská   |
| 2007     | non assegnato  | non assegnato     |
| 2008     | Martin Vráblík | Klára Křížová     |
| 2009     | Kryštof Krýzl  | Andrea Zemanová   |
| 2010     | Ondřej Bank    | Lucie Hrstková    |
| 2011     | Petr Záhrobský | Andrea Zemanová   |
| 2012     | Martin Vráblík | Klára Křížová     |
| 2013     | Ondřej Berndt  | Klára Křížová     |
| 2014     | non assegnato  | non assegnato     |
| 2015     | non assegnato  | non assegnato     |
| 2016     | non assegnato  | non assegnato     |
| 2017     | non assegnato  | non assegnato     |
| 2018     | Tomáš Klinský  | Klára Kašparová   |
| 2019     | Ondřej Berndt  | Tereza Nova       |
| 2020     | Jan Zabystřan  | Klára Pospíšilová |
| 2021     | Jan Zabystřan  | Tereza Kmochová   |
| 2022     | Kryštof Krýzl  | Celine Sommerová  |
| 2023     | Jan Zabystřan  | Celine Sommerová  |

### Slalom gigante
| Edizione | Uomini         | Donne               |
| -------- | -------------- | ------------------- |
| 1993     | Borek Mudroch  | Eva Erlebachová     |
| 1994     | Martin Vokatý  | Kateřina Tichý      |
| 1995     | Borek Zakouřil | Karolína Šedová     |
| 1996     | Jan Samohel    | Karolína Šedová     |
| 1997     | Jan Holický    | Lucie Hrstková      |
| 1998     | Tomáš Kraus    | Lucie Hrstková      |
| 1999     | Tomáš Kraus    | Eva Kurfürstová     |
| 2000     | Borek Zakouřil | Lucie Hrstková      |
| 2001     | Borek Zakouřil | Lucie Hrstková      |
| 2002     | Petr Záhrobský | Eva Kurfürstová     |
| 2003     | Ondřej Bank    | Šárka Záhrobská     |
| 2004     | Ondřej Bank    | Šárka Záhrobská     |
| 2005     | Petr Záhrobský | Šárka Záhrobská     |
| 2006     | Ondřej Bank    | Petra Zakouřilová   |
| 2007     | Petr Záhrobský | Lucie Hrstková      |
| 2008     | Martin Vráblík | Petra Zakouřilová   |
| 2009     | Petr Záhrobský | Lucie Hrstková      |
| 2010     | Ondřej Bank    | Kateřina Pauláthová |
| 2011     | Ondřej Bank    | Kateřina Pauláthová |
| 2012     | Kryštof Krýzl  | Kateřina Pauláthová |
| 2013     | Kryštof Krýzl  | Kateřina Pauláthová |
| 2014     | non assegnato  | non assegnato       |
| 2015     | Adam Kotzmann  | Karolína Kloučková  |
| 2016     | Kryštof Krýzl  | Martina Dubovská    |
| 2017     | Kryštof Krýzl  | Kateřina Pauláthová |
| 2018     | Adam Kotzmann  | Gabriela Capová     |
| 2019     | Ondřej Berndt  | Klára Gašparíková   |
| 2020     | non assegnato  | non assegnato       |
| 2021     | non assegnato  | non assegnato       |
| 2022     | Kryštof Krýzl  | Gabriela Capová     |
| 2023     | Jan Zabystřan  | Adriana Jelínková   |

### Slalom speciale
| Edizione | Uomini         | Donne               |
| -------- | -------------- | ------------------- |
| 1993     | Borek Mudroch  | Eva Erlebachová     |
| 1994     | Martin Tichý   | Kateřina Tichý      |
| 1995     | Jan Samohel    | Karolína Šedová     |
| 1996     | David Horáček  | Kateřina Tichý      |
| 1997     | Borek Zakouřil | Petra Zakouřilová   |
| 1998     | Tomáš Kraus    | Eva Kurfürstová     |
| 1999     | Tomáš Kraus    | Eva Kurfürstová     |
| 2000     | Marcel Maxa    | Eva Kurfürstová     |
| 2001     | Ondřej Bank    | Petra Zakouřilová   |
| 2002     | Stanley Hayer  | Šárka Záhrobská     |
| 2003     | Ondřej Bank    | Šárka Záhrobská     |
| 2004     | Ondřej Bank    | Šárka Záhrobská     |
| 2005     | Martin Vráblík | Šárka Záhrobská     |
| 2006     | Ondřej Bank    | Petra Zakouřilová   |
| 2007     | Filip Trejbal  | Lucie Hrstková      |
| 2008     | Filip Trejbal  | Eva Sochorová       |
| 2009     | Kryštof Krýzl  | Lucie Hrstková      |
| 2010     | Ondřej Bank    | Lucie Hrstková      |
| 2011     | Kryštof Krýzl  | Eva Kurfürstová     |
| 2012     | Kryštof Krýzl  | Michaela Smutná     |
| 2013     | Kryštof Krýzl  | Kateřina Pauláthová |
| 2014     | Kryštof Krýzl  | Martina Dubovská    |
| 2015     | Kryštof Krýzl  | Michaela Smutná     |
| 2016     | Kryštof Krýzl  | Kateřina Pauláthová |
| 2017     | Kryštof Krýzl  | Martina Dubovská    |
| 2018     | Ondřej Berndt  | Martina Dubovská    |
| 2019     | Ondřej Berndt  | Tereza Kmochová     |
| 2020     | non assegnato  | non assegnato       |
| 2021     | non assegnato  | non assegnato       |
| 2022     | Kryštof Krýzl  | Martina Dubovská    |
| 2023     | Marek Muller   | Martina Dubovská    |

### Supercombinata
| Edizione | Uomini         | Donne               |
| -------- | -------------- | ------------------- |
| 2008     | Martin Vráblík | Klára Křížová       |
| 2009     | Kryštof Krýzl  | Lucie Hrstková      |
| 2010     | Ondřej Bank    | Kateřina Pauláthová |
| 2011     | Ondřej Bank    | Karolína Kloučková  |
| 2012     | Kryštof Krýzl  | Klára Křížová       |
| 2013     | Ondřej Berndt  | Kateřina Pauláthová |
| 2014     | non assegnato  | non assegnato       |
| 2015     | non assegnato  | non assegnato       |
| 2016     | non assegnato  | non assegnato       |
| 2017     | non assegnato  | non assegnato       |
| 2018     | Filip Forejtek | Petra Kotrlová      |
| 2019     | Ondřej Berndt  | Klára Pospíšilová   |
| 2020     | Jan Zabystřan  | Tereza Kmochová     |
| 2021     | Jan Zabystřan  | Barbara Kantorová   |
| 2022     | Kryštof Krýzl  | Celine Sommerová    |
| 2023     | Jan Zabystřan  | Klára Gašparíková   |